# Фомин, Николай Сергеевич
Николай Сергеевич Фомин (7 (19) июля 1895 года, Юрьев-Польский, ныне Владимирской области — 14 апреля 1987 года, Москва) — советский военачальник, командующий артиллерией армии и фронта в Великой Отечественной войне, Герой Советского Союза (28.04.1945). Генерал-полковник артиллерии (1944). Профессор (1963).

## Начальная биография
Родился 7 (19) июля 1895 года в городе Юрьев-Польский ныне Владимирской области в семье бухгалтера (отец находился в сословии личного почетного гражданина).
В 1914 году окончил Владимирскую мужскую гимназию и поступил на металлургическое отделение Петроградского политехнического института.

## Военная служба

### Первая мировая и гражданская войны
В июле 1916 года был зачислен в Русскую императорскую армию на правах вольноопределяющегося. В феврале 1917 года окончил Константиновское артиллерийское училище, произведён в прапорщики 15 февраля 1917 года (со старшинством в чине от 1 ноября 1916 года). С февраля 1917 года служил в 1-м запасном артиллерийском дивизионе. Принимал участие в Первой мировой войне на Кавказском фронте в составе 9-го легкого мортирного артиллерийского дивизиона. При расформировании дивизиона в феврале 1918 года демобилизован.
С января 1919 года служил в рядах РККА. В ходе Гражданской войны служил в оперативном отделе штаба армии, командовал батареей и артиллерийским дивизионом. Принимал участие в боях против войск И. А. Деникина, П. Н. Врангеля и отрядов Н. И. Махно.

### Межвоенное время
С окончанием Гражданской войны служил на должностях командира артиллерийского дивизиона, помощника командира и командира артиллерийского полка.
В 1926 году окончил академические курсы усовершенствования командного состава и с 1930 года служил на должностях помощника начальника артиллерии стрелкового корпуса и начальника артиллерии укреплённого района в Забайкальском военном округе.
В 1937 году вступил в ряды ВКП(б).
С 1939 года преподавал в Военной академии РККА имени М. В. Фрунзе.
В 1941 году генерал-майор артиллерии Фомин окончил Военную академию имени М. В. Фрунзе.

### Великая Отечественная война
С началом Великой Отечественной войны воевал на фронте.
С июля 1941 года по апрель 1943 года служил командовал артиллерией 21-й и 43-й армий, с апреля 1943 года — артиллерией Степного военного округа, затем Степного фронта, а с июля 1943 года по май 1945 года — 2-го Украинского фронта.
В 1944 году генерал-лейтенанту артиллерии Николаю Сергеевичу Фомину присвоено воинское звание генерал-полковник артиллерии.
Принимал участие в Белгородско-Харьковской, Кировоградской, Корсунь-Шевченковской, Уманско-Ботошанской, Ясско-Кишинёвской, Дебреценской, Будапештской, Венской, Пражской наступательных операциях, а также в освобождении Будапешта, Братиславы, Брно, Вены.
Указом Президиума Верховного Совета СССР от 28 апреля 1945 года за успешное командование артиллерией фронтов, личное мужество и отвагу в боях с немецко-фашистскими захватчиками присвоено звание Героя Советского Союза с вручением ордена Ленина и медали «Золотая Звезда» (№ 712).
С августа 1945 года командовал артиллерией Забайкальского фронта и принимал участие в советско-японской войне.

### Послевоенная карьера

Могила Фомина на Кунцевском кладбище Москвы

После войны служил в должности начальника управления боевой подготовки наземной артиллерии Советской Армии, с 1949 года начальник штаба артиллерии — заместитель командующего артиллерией Вооружённых Сил СССР, с 1953 года — первый заместитель командующего артиллерией Советской Армии.
С 1956 года по 1964 год служил в должности начальника кафедры Высшей военной академии имени К. Е. Ворошилова, преобразованной в 1958 году в Военную академию Генерального штаба Вооружённых Сил СССР, с 1964 года — консультантом в этой академии. В 1963 году стал профессором.
В 1969 году вышел в отставку, находясь в которой вёл активную военно-патриотическую работу, а также являлся членом Президиума Совета ветеранов Степного — 2-го Украинского и Забайкальского фронтов. Также стал художником-любителем, писавшим пейзажи. На персональной выставке в 1981 году было представлено 100 картин.
Умер 14 апреля 1987 года. Похоронен на Кунцевском кладбище (участок № 9-2).

## Награды

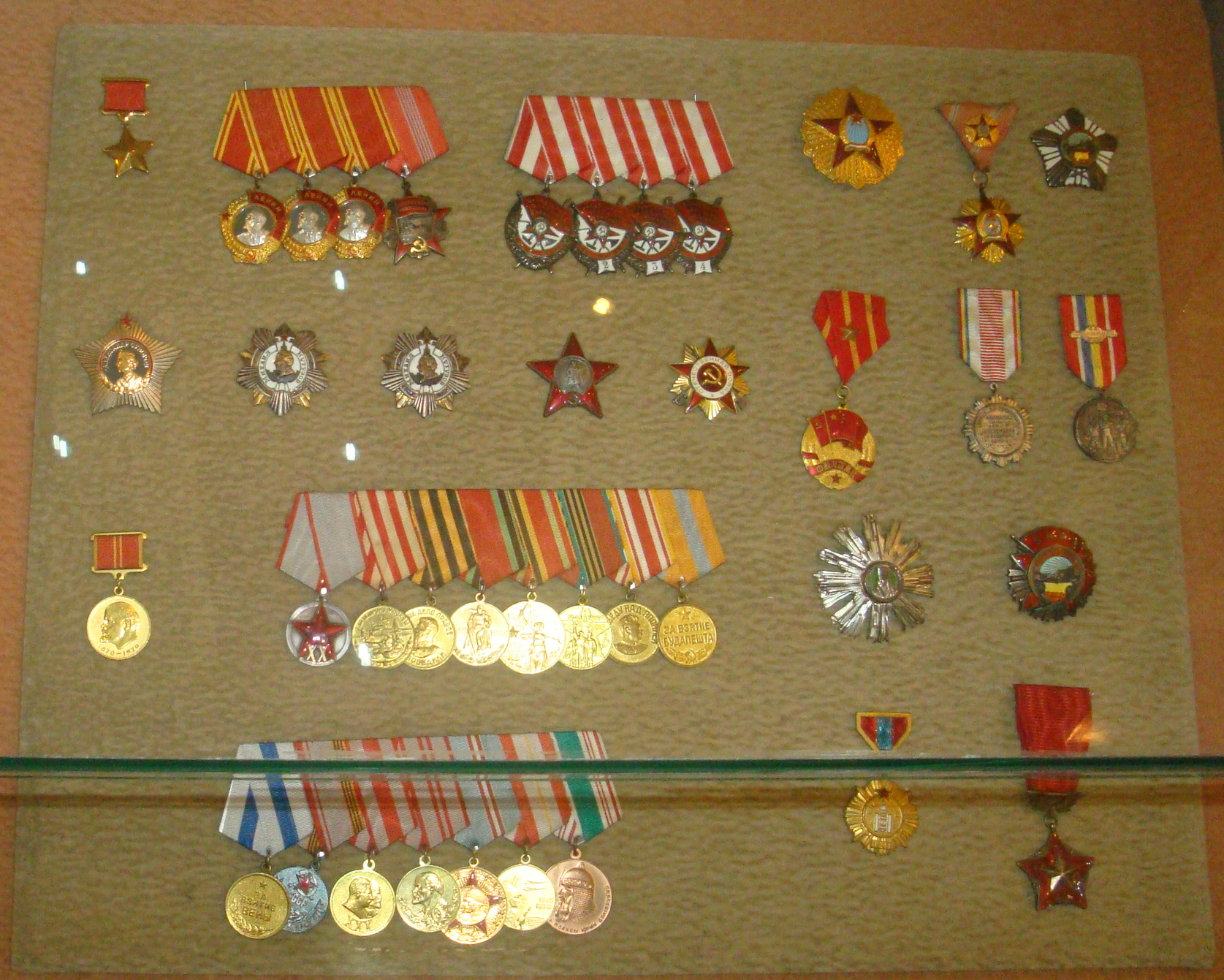
Награды Фомина Н. С. в Центральном музее Вооружённых Сил в Москве

- Медаль «Золотая Звезда» Героя Советского Союза (28.04.1945);
- три ордена Ленина (22.02.1944, 21.02.1945, 28.04.1945);
- орден Октябрьской Революции;
- четыре ордена Красного Знамени (12.04.1942, 3.11.1944, 20.06.1949, …);
- орден Суворова 1-й степени (13.09.1944);
- два ордена Кутузова 1-й степени (27.08.1943, 8.09.1945);
- орден Отечественной войны 1-й степени (11.03.1985);
- орден Красной Звезды;
- ряд медалей СССР;

иностранные награды
- орден Заслуг 1-го класса (Венгрия)
- орден Красного Знамени (ЧССР)
- орден Красного Знамени (Монголия)
- орден Тудора Владимиреску 2-й степени (Румыния)
- Орден Народной Республики Болгария 2-й степени (Болгария)
- Медаль «Китайско-советская дружба» (КНР)

## Воинские звания
- Комбриг (26.04.1940)
- Генерал-майор артиллерии (4.06.1940)
- Генерал-лейтенант артиллерии (7.06.1943)
- Генерал-полковник артиллерии (1.07.1944)[5].

## Сочинение
- От первых до последних залпов. — М., 1986.